# Karl Wilhelm Diefenbach
Karl Wilhelm Diefenbach né le 21 février 1851 à Hadamar (duché de Nassau) et mort le 15 décembre 1913 à Capri) est un peintre symboliste allemand,,.

## Biographie
Karl Wilhelm Diefenbach est le fils de Leonhard Diefenbach (1814-1875), professeur de dessin au lycée d'Hadamar. Il fréquente l'académie des beaux-arts de Munich, très tôt ses peintures attirent l'attention et la reconnaissance.
Diefenbach se retrouve paralysé du bras droit à la suite d'une typhoïde, il a recours à une opération chirurgicale. Pensant avoir été sauvé, aussi grâce à des remèdes naturels, il devient alors de plus en influencé par le naturopathe Arnold Rikli (en) ainsi que par Eduard Baltzer (en), créateur de la première association végétarienne en Allemagne.
Pendant les années 1880, il vit en communauté dans une ancienne carrière à Höllriegelskreuth au sud de Munich. Il prône un mode de vie marginal, en harmonie avec la nature, le rejet de la monogamie, le rejet de la religion — bien qu'il fût un disciple de la théosophie —, le naturisme et le végétarisme,.
Durant l'été 1887, il fait la connaissance de Hugo Höppener — à qui il donnera le surnom de Fidus —, un étudiant des Beaux-Arts de Munich. Ce dernier le rejoint à Höllriegelskreuth,. Les autorités chercheront à retirer à Diefenbach la garde de ses enfants Stella, Helios et Lucidus. À l'automne 1887, il réalise avec Fidus, une fresque longue de 68 mètres, intitulée Per aspera ad astra.

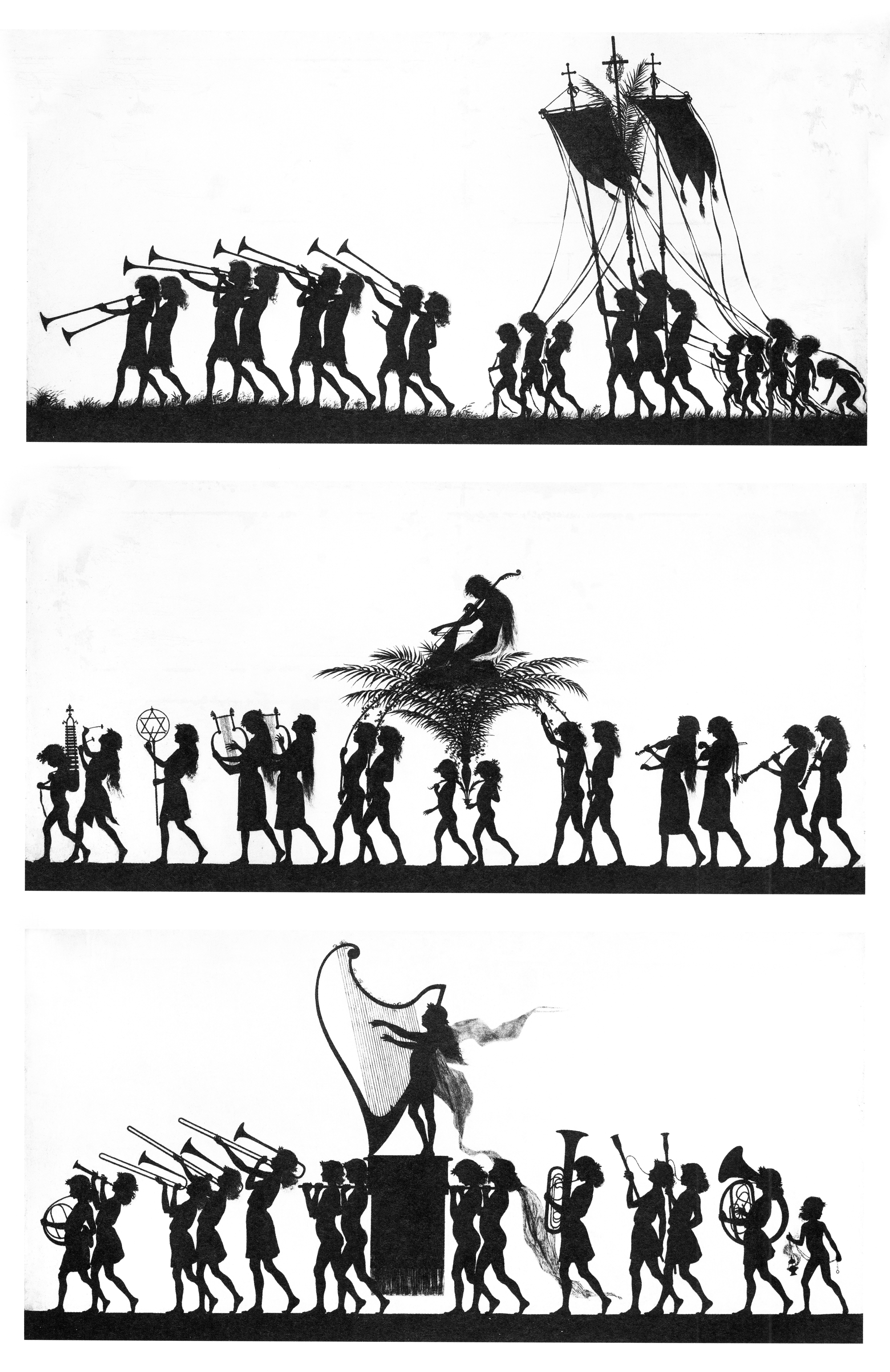
Per aspera ad astra (1887), détail de la fresque co-réalisée par Fidus et Diefenbach.
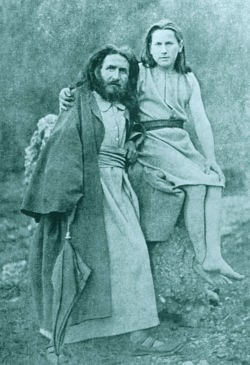
Karl Wilhelm Diefenbach (à gauche) et Fidus à Höllriegelskreuth en 1887.

Au printemps 1889, il expose à Munich et se brouille avec Fidus qui quitte la communauté.
Vers 1891, Diefenbach part vivre à Vienne puis en Égypte en 1895.
En 1900, il part pour Capri et ce jusqu’à sa mort en 1913.
En 1974, un musée lui est consacré dans la chartreuse Saint-Jacques de Capri,,.
Une partie des œuvres de Karl Wilhelm Diefenbach appartiennent à la collection de Jack Daulton (en).

Œuvres de Karl Wilhelm Diefenbach
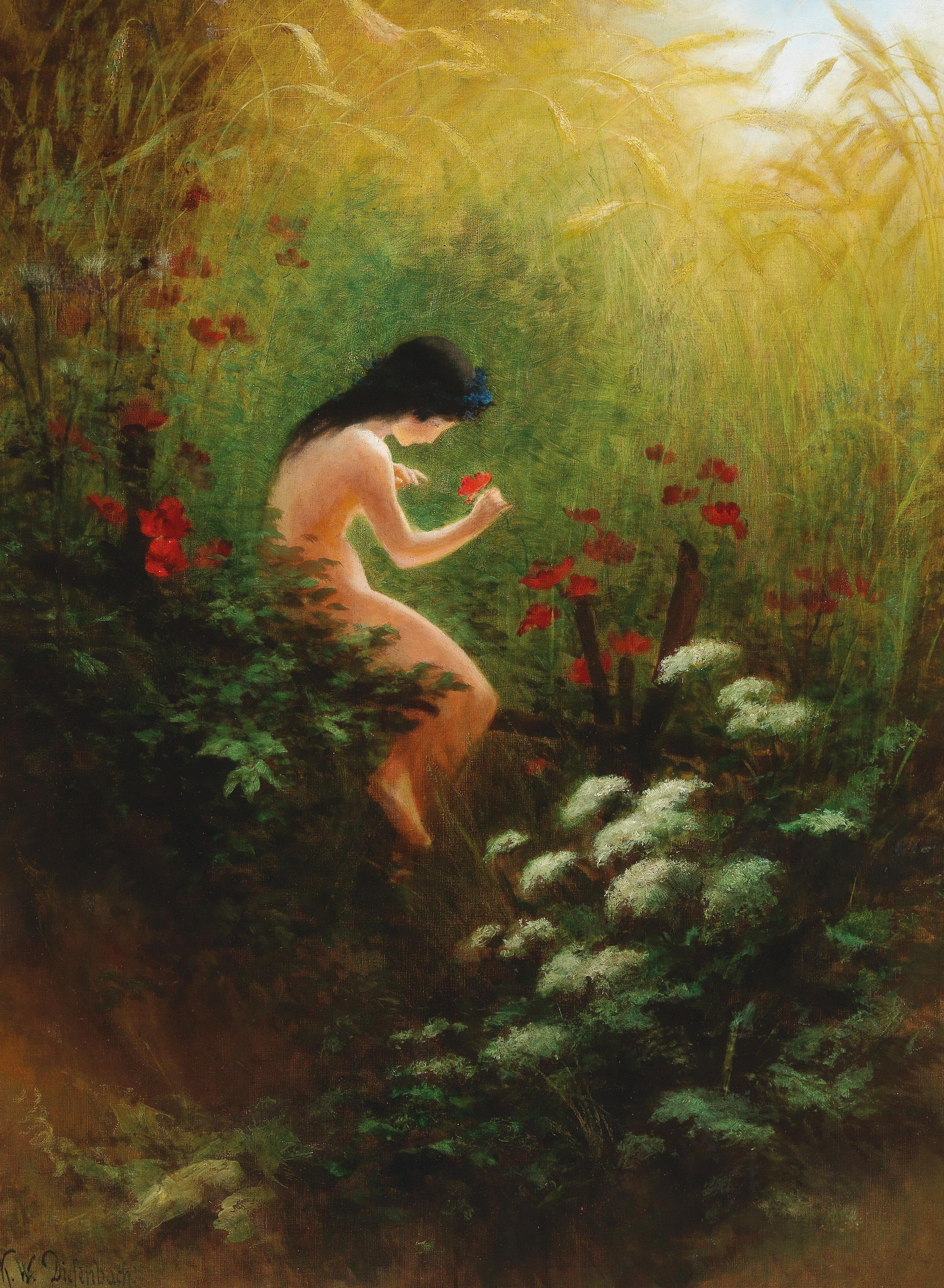
Une fille avec une fleur (1898), localisation inconnue.
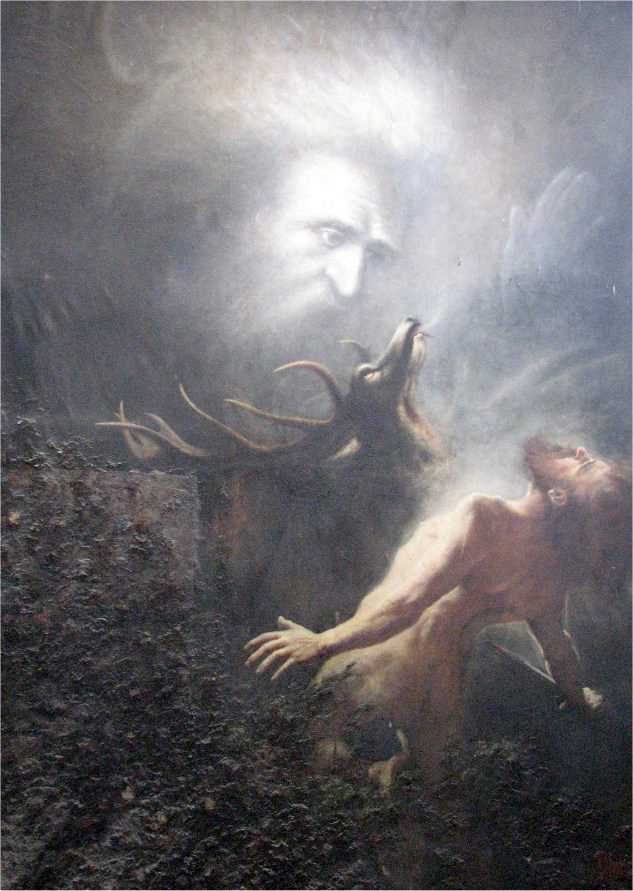
Tu ne tueras point (1903), Musée Diefenbach (Capri).
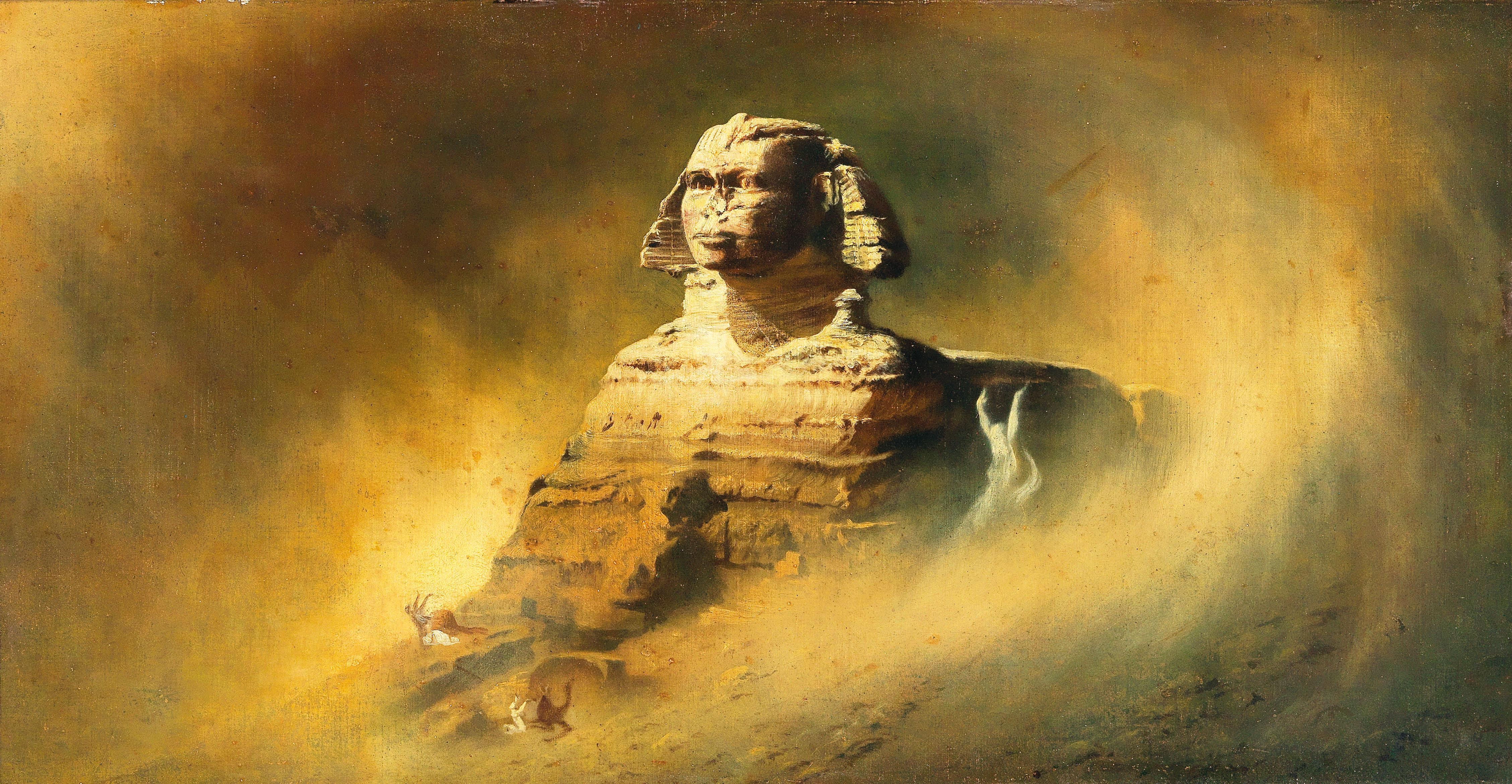
Sphinx, localisation inconnue.
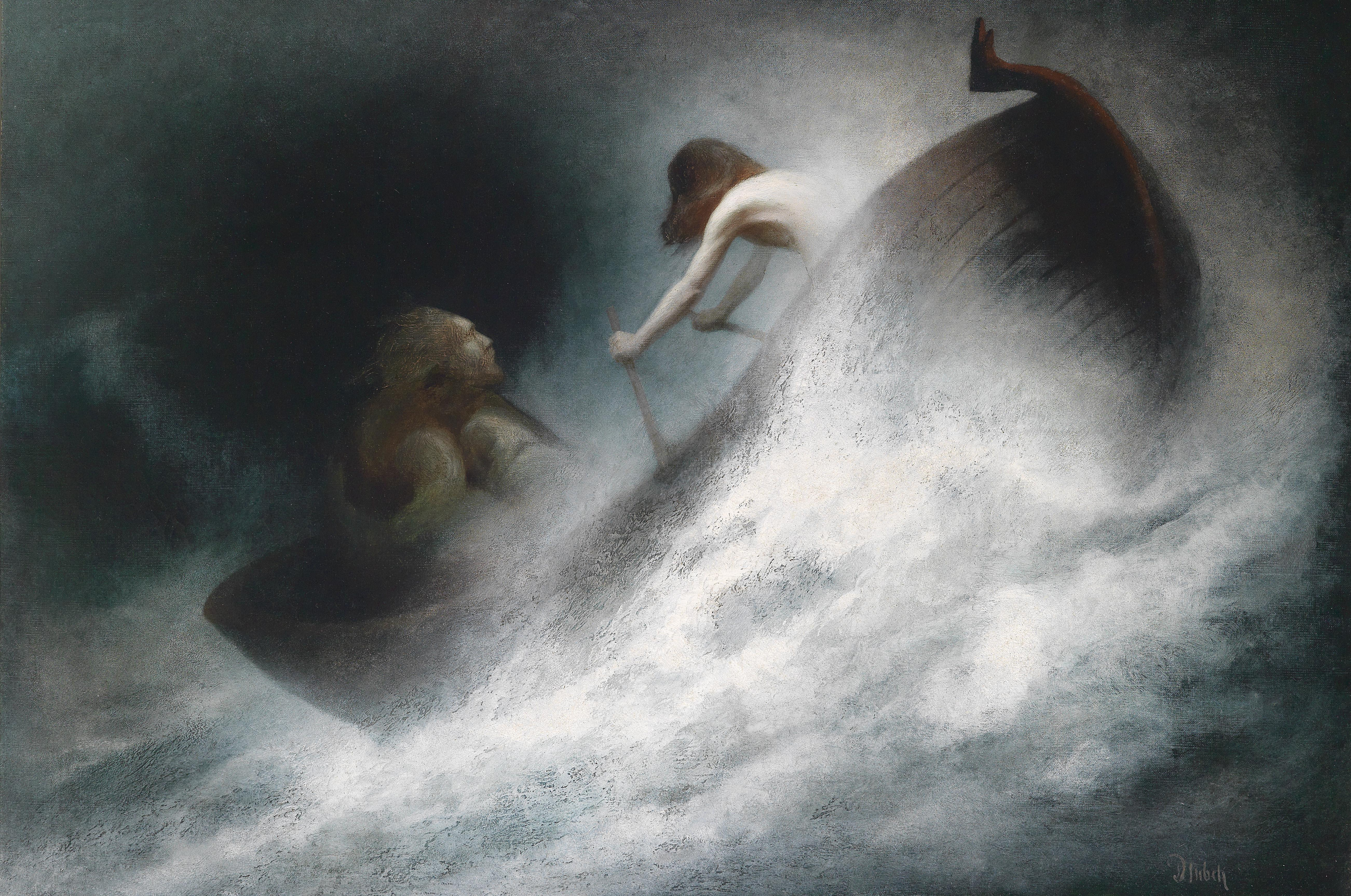
Vers le salut, localisation inconnue.